# Wahlen (Kall)
Wahlen ist ein südlicher Ortsteil der Gemeinde Kall im nordrhein-westfälischen Kreis Euskirchen.
Im Süden fließt der Fischbach, im Osten der Gillesbach. Unmittelbare Nachbarorte sind Marmagen sowie Steinfeld.
Wahlen verfügt über ein reges Vereinsleben. Es bestehen ein Tambourcorps, ein Schützen-, ein Sport-, ein Taubenzüchter- sowie ein Karnevalsverein. Darüber hinaus spielen die Theaterfreunde Wahlen in einem Mundarttheater („Frechunnett“). Es besteht ferner eine Löschgruppe der Freiwilligen Feuerwehr Kall.
Der Schutzpatron von Wahlen ist der hl. Rochus. Ihm zu Ehren findet alljährlich am Sonntag nach dem 16. August das Rochus- beziehungsweise Dorffest statt. Die nach ihm benannte Rochuskapelle wurde 2008 wegen maroder Bausubstanz abgerissen, so dass Wahlen heute ohne eigene Kirche dasteht.
Am 1. Juli 1969 wurde die Gemeinde Wahlen nach Kall eingemeindet. Ihre ehemaligen Ortsteile Bungenberg, Hecken, Heiden, Kreuzberg, Linden, Manscheid, Oberschömbach, Paulushof, Unterschömbach, Wildenburg und Winten wurden am 1. Januar 1972 nach Hellenthal umgegliedert.

## Politik
Der amtierende Ratsvertreter des Wahlbezirks 12 Wahlen ist Frank Vellen (CDU). Der amtierende Ortsvorsteher ist Roman Hövel (CDU).

## Wappen
| Wappen der früheren Gemeinde Wahlen | Blasonierung: „In Blau über zwei heraldischen goldenen (gelben) Lilien ein sechsstrahliger silberner (weißer) Stern.“ |
| Wappen der früheren Gemeinde Wahlen | Wappenbegründung: Das Wappen wurde 1956 vom nordrhein-westfälischen Innenminister verliehen. Die Lilien sind ein Sinnbild für die Mutter Gottes und erinnern an die zum Gemeindegebiet gehörige Benediktinerinnenabtei Maria Heimsuchung; die Bedeutung des Sterns ist unklar. |

## Verkehr
Die VRS-Buslinie 886 der RVK, die überwiegend als TaxiBusPlus nach Bedarf verkehrt, stellt den Personennahverkehr mit den angrenzenden Orten und Kall sicher.
| Linie | Verlauf |
| ----- | --- |
| 886   | MiKE (außer im Schülerverkehr): (Blankenheim-Wald – Milzenhäuschen –) Marmagen – Wahlen – (Diefenbach – Steinfelderheistert – Gillenberg –) Steinfeld – Urft Bf – Sötenich – Kall Bf |

Die nächste Autobahnanschlussstelle ist Nettersheim an der A 1. Die nächste Bahnstation ist Urft.